# Liste der Bodendenkmale in Sievershütten
In der Liste der Bodendenkmale in Sievershütten sind die Bodendenkmale der Gemeinde Sievershütten nach dem Stand der Bodendenkmalliste des Archäologischen Landesamts Schleswig-Holstein von 2016 aufgelistet. Die Baudenkmale sind in der Liste der Kulturdenkmale in Sievershütten aufgeführt.
| Denkmal-ID           | Befundart         | Bezeichnung                                           | Zeitstellung  | Lage | Bemerkungen         | Bild |
| -------------------- | ----------------- | ----------------------------------------------------- | ------------- | ---- | ------------------- | ---- |
| aKD-ALSH-Nr. 004 561 | Produktionsstätte | Produktionsstätte (Verhüttungsplatz, Glashütte u. a.) | Vorgeschichte |      | Eisenschlackenhügel |      |